# مبدأ قنينة الري
يصف مصطلح مبدأ قنينة الري (بالألمانية: Gießkannenprinzip) إعطاء جميع الأشخاص حصة متساوية من شيء ما. تحتوي قناني الري عادةً على عدة ثقوب لصب الماء خارجاً، وبالتالي هذا سيساعد على توزيع الماء توزيعاً متساوياً للنبتة المراد سقايتها. لذلك يصف «مبدأ قنينة الري» الحالات التي يوزع فيها الشخص أو المؤسسة شيئاً ما (غالباً المال) توزيعاً متساوياً مع الآخرين.
أمثلة:
- إذا أعطت إحدى المؤسسات جميعَ الموظفين نفسَ الراتب بغض النظر عن الجهود المبذولة، فهذه المؤسسة تتبع (Gießkannenprinzip). حتى لو أن أحد الموظفين يعمل بإتقان وجهد، فإنه يتساوى مع من يجلس خلف مكتبه ويتصفح الإنترنت.
- أب لديه ولدان، الأول في الصف السابع، والآخر سنة أولى في الجامعة. يعطي الأب ذات المبلغ لكليهما، على الرغم من أن مصاريف الأكبر أكثر. إذا هو يطبق (Gießkannenprinzip).

في بعض الحالات، يمكن أن يكون (Gießkannenprinzip) مفيداً إذا كان الشخص أو المؤسسة تسعى جاهدةً لمعاملة الجميع على قدم المساواة. ولكن في حالات أخرى، لا يكون دائماً هذا المبدأ عادلاً أو عملياً.